# Anolis townsendi
Anolis townsendi es una especie de iguanios de la familia Dactyloidae.

## Distribución geográfica
Es endémica de la isla del Coco (Costa Rica).